# Typhloceras favosum
Typhloceras favosum är en loppart som beskrevs av Jordan et Rothschild 1914. Typhloceras favosum ingår i släktet Typhloceras och familjen mullvadsloppor.

## Underarter
Arten delas in i följande underarter:
- T. f. favosum
- T. f. asunicum
- T. f. benrachidi
- T. f. claramuntae
- T. f. rolandi
- T. f. sintrensis